# Tarache destricta
Tarache destricta is een vlinder uit de familie van de uilen (Noctuidae). De wetenschappelijke naam van deze soort is voor het eerst voorgesteld door Max Wilhelm Karl Draudt in een publicatie uit 1936.
De soort komt voor in Mexico.